# Katō Rena
Katō Rena (加藤 玲奈 (Gia-Đằng Linh-Nại)) (sinh ngày 10 tháng 7 năm 1997, tại Chiba) là ca sĩ, diễn viên, người mẫu và thành viên của nhóm nhạc nữ quốc dân Nhật Bản AKB48, hiện cô đang ở Team B.
Cùng với Iriyama Anna và thành viên đã tốt nghiệp Kawaei Rina, ba người thành lập unit đặc biệt tên là AnRiRe năm 2012 và đồng phát hành với Sashihara Rino (HKT48), đĩa đơn "Ikujinashi Masquerade," giữ vị trí thứ nhất trên bảng xếp hạng đĩa đơn tuần của Oricon. 
Mẫu thân: Kokia,
Anh trai là Kamiki Ryunosuke,
Tên thật là Minamoto Akira

## Tiểu sử
Katō Rena có cùng ngày tháng sinh (ngày 10 tháng 07) và sinh ra ở Chiba với cựu thành viên nổi tiếng thế hệ thứ nhất của AKB48 - Maeda Atsuko. Từ khi còn nhỏ, cô thường xuyên xuất hiện trên một số tạp chí với tư cách người mẫu. Trở thành người mẫu nổi tiếng chính là ước mơ của cô.
Mẹ là: ca sĩ nổi tiếng KOKIA.       
Anh là: Diễn viên Kamiki Ryunosuke

## Sự nghiệp
Katō vượt qua kỳ tuyển chọn thế hệ thứ 10 của AKB48 và trở thành thành viên tập sự (kenkyuusei) vào tháng 3 năm 2010. Ca khúc "Fruits Snow," thuộc đĩa đơn "Chance no Junban" chính là lần đầu tiên cô chính thức tham gia cùng AKB48 với tư cách kenkyuusei, B-side (08/12/2010.) Vào ngày 17/12/2011, cô cùng với hai thành viên AKB48 khác là Maeda Ami và Iriyama Anna tổ chức sự kiện ký tặng ở Hồng Kông.
Cuối năm 2011, với tư cách là thành viên AKB48, Katō xuất hiện trên trang bìa tạp chí Nhật Bản Weekly Playboy với bảy thành viên khác của AKB48 và SKE48. Năm 2012, cô tham gia bộ phim truyền hình Majisuka Gakuen 3 của AKB48. Cô được chuyển sang Team 4 từ Team Kenkyuusei tại AKB48's Spring Concert tổ chức ở Saitama Super Arena, tỉnh Saitama vào ngày 23/03/2012. Trước khi series truyền hình Shinritsu Bakaleya Koukou kết thúc vào ngày 30/06/2012, Katō được thông báo sẽ tham gia vào dự án phim được chuyển thể cùng tên với một số thành viên của Johnny's Jr. và AKB48. Cô tham gia A-side lần đầu tiên trong đĩa đơn "Manatsu no Sounds Good!" của AKB48 (phát hành ngày 23/05/2012.)
Katō được chuyển sang Team B vào ngày 24/08/2012 tại AKB48 Tokyo Dome Shuffle trước khi Team 4 bị giải thể. Năm 2013, cô tham gia A-side lần thứ hai trong đĩa đơn "Sayonara Crawl" của AKB48. Cô giành được vị trí ace cùng với thành viên SKE48 - Suda Akari của Undergirls lần đầu tiên trong bài hát B-side "Kaisoku To Dotai Shiryoku" trong đĩa đơn thứ 33 - "Heart Electric" của AKB48.
Đầu năm 2014, đầu gối của Katō bị chấn thương và cô phải tạm hoãn hoạt động với AKB48 nhưng cô vẫn cùng Kashiwagi Yuki tổ chức sự kiện bắt tay và ký tặng ở Hồng Kông. Khi sức khoẻ được hồi phục, cô bắt đầu quay trở lại AKB48 vào ngày 16/02/2014. Tại AKB48 Group Daisokaku Matsuri, cô được chuyển về Team 4 (được mở trở lại) vào ngày 24/02/2014. Cô tham gia Senbatsu lần thứ ba trong đĩa đơn thứ 37 "Labrador Retriever" của AKB48 với tư cách A-side, phát hành ngày 21/05/2014.
Ngày 26/03/2015, trong sự kiện AKB48 Spring Shuffle, Katō được chuyển sang Team B. Cô tham gia Majisuka Gakuen 4 & 5  với vai Dodobusu cùng năm.
Trong đĩa đơn mới nhất của AKB48 - "Kuchibiru ni Be My Baby" (phát hành ngày 09/12/2015,) Katō tham gia với tư cách Senbatsu và xuất hiện trên trang bìa CD và DVD Type C.

## Danh sách đĩa nhạc

### Đĩa đơn
AKB48
| Năm  | Số | Tiêu đề | Vị trí               | Chú thích |
| ---- | -- | --- | -------------------- | --- |
| 2010 | 19 | "Chance no Junban" | B-side               | Lần xuất hiện đầu tiên trong đĩa đơn của AKB48 trong bài hát "Fruits Snow" với tư cách Team Kenkyuusei.                                                         |
| 2011 | 20 | "Sakura no Ki ni Narō" | B-side               | Tham gia bài hát "Ougon Center' với tư cách Team Kenkyuusei. |
| 2011 | 21 | "Everyday, Katyusha" | B-side               | Tham gia bài hát "Anti" với tư cách Team Kenkyuusei. |
| 2011 | 23 | "Kaze wa Fuiteiru" | B-side               | Tham gia bài hát "Kimi No Senaka" với tư cách Undergirls và "Tsubomitachi" với tư cách Team 4 và Team Kenkyuusei.                                               |
| 2012 | 25 | "Give Me Five!" | Special Girls A      | Tham gia bài hát "New Ship" với tư cách Special Girls A. |
| 2012 | 26 | "Manatsu no Sounds Good!" | A-side, Selection 10 | Lần đầu tiên tham gia A-side đồng thời xuất hiện trong "Choudai, Darling!" với tư cách Selection 10.                                                            |
| 2012 | 27 | "Gingham Check" | B-side               | Không tham dự Sosenkyo Senbatsu. Tham gia bài hát "Ano Hi No Fuurin" với tư cách Waiting Girls.                                                                 |
| 2012 | 28 | "Uza" | B-side, New Team B   | Tham gia bài hát "Tsugi no Season" với tư cách Undergirls và "Seigi No Mikata Janai Hero" với tư cách thành viên mới của Team B.                                |
| 2012 | 29 | "Eien Pressure" | B-side, OKL48        | Thua vòng thứ nhất trong Janken Taikai lần thứ ba. Tham gia bài hát "Watashitachi No Reason" và "Eien Yori Tsuzuku You Ni" với tư cách OKL48.                   |
| 2013 | 30 | "So Long!" | B-side               | Tham gia bài hát "Waiting Room" với tư cách Undergirls và "Soko de Inu no Unchi Funjau Kane?" với tư cách Team B.                                               |
| 2013 | 31 | "Sayonara Crawl" | A-side               | Còn tham gia bài hát "Romance Kenjuu" với tư cách Team B. |
| 2013 | 33 | "Heart Electric" | B-side, Center       | Tham gia bài hát "Kaisoku To Doutai Shiryoku" với tư cách ace cùng với Suda Akari của Undergirls.                                                               |
| 2013 | 34 | "Suzukake no Ki no Michi de "Kimi no Hohoemi o Yume ni Miru" to Itte Shimattara Bokutachi no Kankei wa Dō Kawatte Shimau no ka, Bokunari ni Nan-nichi ka Kangaeta Ue de no Yaya Kihazukashii Ketsuron no Yō na Mono" | B-side               | Thua vòng thứ nhất trong Janken Taikai lần thứ tư. Tham gia bài hát "Mosh & Dive" với tư cách Undergirls và "Party is Over" với tư cách AKB48 Senbatsu.         |
| 2014 | 35 | "Mae Shika Mukanee" | B-side               | Tham gia bài hát "Kino Yori Motto Suki" với tư cách Undergirls.                                                                                                 |
| 2014 | 36 | "Labrador Retriever" | A-side               | Còn tham gia bài hát "Heart no Dasshutsu Game" với tư cách Team 4 mới.                                                                                          |
| 2014 | 37 | "Kokoro no Placard" | B-side               | Giành được vị trí thứ 32 trong Sousenkyo năm 2014. Tham gia bài hát "Dareka ga Nageta Ball" với tư cách Undergirls.                                             |
| 2014 | 38 | "Kiboteki Refrain" | A-Side               | Còn tham gia bài hát "Me o Akete Mama no First Kiss" với tư cách Team 4.                                                                                        |
| 2015 | 39 | "Green Flash" | B-side               | Tham gia bài hát "Haru no Hikari Chikadzuita Natsu" với tư cách AKB48 Senbatsu                                                                                  |
| 2015 | 40 | "Haloween Night" | B-side               | Tham gia bài hát "Sayonara Surfboard" với tư cách Undergirls, "Ippome Ondo" và "Yankee Machine Gun" với tư cách AKB48 Senbatsu. Cô hiện đang thuộc Team B       |
| 2015 | 41 | "Kuchibiru ni Be My Baby" | A-Side               | Còn tham gia bài hát "Madona's Choice" với tư cách Renacchi's Senbatsu Sousenkyo và "Kin no Hane wo Motsu Hito yo" với tư cách ace với Kizuki Yuria của Team B. |

### Album
AKB48
| Năm  | Tiêu đề                    | Album                            | Chú thích |
| ---- | -------------------------- | -------------------------------- | --- |
| 2011 | High School Days           | Koko ni Ita Koto                 | Her very first album appearance in AKB48. She participated as an AKB48 trainee. Lần đầu tiên xuất hiện trong album của AKB48 với tư cách Team Kenkyuusei. |
| 2011 | Koko ni Ita Koto           | Koko ni Ita Koto                 | Tham gia cùng thành viên của AKB48, SKE48, NMB48, và SDN48.                                                                                               |
| 2012 | Itsuka Mita Umi no Soko    | 1830m                            | Tham gia với tư cách Up-And-Coming Girls. |
| 2012 | Chokkaku Sunshine          | 1830m                            | Tham gia cùng thành viên Team 4 |
| 2012 | Yasashisa no Chizu         | 1830m                            | Tham gia với tư cách Selection 10. Bài hát được sử dụng để phát động chiến dịch của AKB48 và Hội Chữ Thập Đỏ Nhật Bản.                                    |
| 2012 | Aozora yo Sabishikunai ka? | 1830m                            | Tham gia cùng thành viên AKB48, SKE48, NMB48, và HKT48.                                                                                                   |
| 2014 | Watashi Leaf               | Tsugi no Ashiato                 | Tham gia cùng Kawaei Rina, Iriyama Anna và Matsui Jurina.                                                                                                 |
| 2014 | Ponkotsu Blues             | Tsugi no Ashiato                 | Tham gia cùng dàn diễn chính của Majisuka Gakuen 3. |
| 2014 | Kanashiki Kinkyori Renai   | Tsugi no Ashiato                 | Tham gia cùng Team B. |
| 2015 | Rhodes da, Koko de tobe!   | Koko ga Rhodes da, Koko de tobe! | Tham gia cùng thành viên của AKB48, SKE48, NMB48, HKT48 và Nogizaka46.                                                                                    |
| 2015 | Namida wa ato Mawashi      | Koko ga Rhodes da, Koko de tobe! | Tham gia cùng Team 4 |
| 2015 | Music Junkie               | 0 to 1 no Aida                   | Tham gia cùng Team B |
| 2015 | Rosario                    | 0 to 1 no Aida                   | Tham gia cùng Iriyama Anna, Kizuki Yuria và Kodama Haruka.                                                                                                |

### Unit

#### Sashihara Rino và AnRiRe
Ikujinashi Masquerade
Bãng xếp hạng
| Tiêu đề                                          | Ngày phát hành | Vị trí trên bảng xếp hạng | Vị trí trên bảng xếp hạng | Số đĩa được bán trên Oricon | Số đĩa được bán trên Oricon |
| Tiêu đề                                          | Ngày phát hành | Oricon                    | Billboard Japan Hot100    | Ngày đầu tiên               | Tổng cộng                   |
| ------------------------------------------------ | -------------- | ------------------------- | ------------------------- | --------------------------- | --------------------------- |
| "Ikujinashi Masquerade" (意気地なしマスカレード) | 17/10/2012     | 1                         | 4                         | 68,403                      | 81,769                      |

#### NyaaKB và Tsuchinoko Panda
Idol wa Uunyanya no Ken
Bảng xếp hạng
| Tiêu đề                                                | Ngày phát hành | Vị trí trên bảng xếp hạng | Vị trí trên bảng xếp hạng | Số đia được bán trên Oricon | Số đia được bán trên Oricon |
| Tiêu đề                                                | Ngày phát hành | Oricon                    | Billboard Japan Hot100    | Số đia được bán trên Oricon | Số đia được bán trên Oricon |
| Tiêu đề                                                | Ngày phát hành | Oricon                    | Billboard Japan Hot100    | Ngày đầu tiên               | Tổng cộng                   |
| ------------------------------------------------------ | -------------- | ------------------------- | ------------------------- | --------------------------- | --------------------------- |
| "Idol wa Uunyanya no Ken" (アイドルはウーニャニャの件) | 08/04/2015     | 2                         | 1                         | 15.903                      | Chưa có                     |

#### Stage Unit
Team Kenkyūusei 4th Stage "Theater no Megami"
1. "Hatsukoi yo, Konnichiwa" (初恋よ　こんにちは?)

Team B 5th Stage "Theater no Megami"
1. "Romance Kakurenbo (Zenza Girls)" (ロマンスかくれんぼ?)

Team K 6th Stage "Reset"
1. "Lemon No Toshigoro (Zenza Girls)" (檸檬の年頃?)

Team A 5th Stage "Mokugekisha"
1. "Miniskirt No Yosei (Zenza Girls)" (ミニスカートの妖精?)

Team 4 1st Stage "Boku No Taiyo"
1. "Idol Nante Yobanaide" (アイドルなんて呼ばないで?)

Team B Waiting Stage
1. "Dakishimeraretara" (抱きしめられたら?)

Team 4 3rd Stage "Idol No Yoake"
1. "Kataomoi No Taikakusen (Center)" (片思いの対角線?)

#### Concert Unit
Surprise wa Arimasen
- Nagisa no CHERRY (Unit Shuffle) (渚のCHERRY)

AKB48 Kouhaku Utagassen 2011
- Nagisa no CHERRY (Akgagumi M5) (渚のCHERRY）

Gyomu Renraku. Tanomuzo, Katayama Bucho! in Saitama Super Arena
- Seifuku Resistance  (征服Resistance)
- Heart Gata Virus (Team A) (ハート型ウイルス）

AKB48 in TOKYO DOME ~1830m no Yume~
- Skirt, Hirari  (スカート、ひらり）

AKB48 Kouhaku Utagassen 2012
- Team Aka Oshi (Akagumi M1) (チームB押し）
- Heart Gata Virus (Akagumi M7) (ハート型ウイルス）

Unit Matsuri 2013
- Pajama Drive (AnRiRe) (パジャマドライブ)

Request Hour 2012
- FIRST LOVE

AKB48 Group Rinji Soukai "Shirokuro tsukeyou janai ka!"
- Tsundere (ツンデレ）

AKB48 2013 Manatsu no Dome Tour ~Mada mada, Yaranakya Ikenai koto ga aru~
- Itoshisa no defense　（愛しさのDEFENSE)

AKB48 8th Anniversary
- Seventeen （AKB48)

AKB48 Kouhaku Utagassen 2013
- Temodemo no Namida　(với Iriyama Anna) （てもでもの涙）

AKB48 Zenkoku Tour 2014
- Heart Gata Virus (Team 4) (ハート型ウイルス）
- Skirt, Hirari　（Team 4)　（スカート、ひらり）
- Seishun no Lap Time　（Team 4)　（青春のラップタイム）

AKB48 Kouhaku Utagassen 2014
- Plastic no Kuchibiru　（Shirogumi M8)　（プラスチックの唇）

## Tham gia (ngoài AKB48)

### Phim
- Gekijōban Shiritsu Bakaleya Kōkō (13/10/2012)[32]

### TV drama
- Majisuka Gakuen 2 (tập cuối, 01/07/2011, TV Tokyo) - Rena[33]
- Majisuka Gakuen 3 (từ tập 2 đến tập cuối, 20/07-05/10/2012, TV Tokyo) - Shokkaku[8]
- So Long! (tập Team B - 13/02/2013, TV Tokyo) - Yuka[34]
- Majisuka Gakuen 4 (từ tập 1 đến tập cuối, từ 19/01-30/03/2015, Nippon Television) - Dodobusu[22]
- Majisuka Gakuen 5 (từ tập 1 đến tập cuối, từ 24/08-27/10/2015, Nippon Television, Hulu) - Dodobusu[23]

### Các chương trình khác
- AKBingo![35] (bắt đầu từ 02/04/2011 - đang tiếp diễn, TV Tokyo)
- Shukan AKB (01/06/2011 - 25/05/2012, TV Tokyo)
- Ariyoshi AKB Kyowakoku (20/01/2011 - đang tiếp diễn, TBS)
- AKB Nemousu TV (Mùa 8 - 9, Family Gekijo)
- AKB Konto, Bimyo (20/10/2011 - 03/11/2011, Hikari TV)
- AKB48 to Chome Chome! (Yomiuri TV)
- AKB48 no Anta, Dare (02/04/2012, đang tiếp diễn, NotTV)
- AKB Kousagi Dojo (07/12/2012 - 28/03/2014, TV Tokyo)
- Saturday Night Child Machine (13/04/2013 - 29/06/2013, TV Tokyo)
- AKB Kanko Taishi (10/04/2014, FujiTV)